# Agnes Schwarzmaier
Agnes Schwarzmaier (* 7. Juli 1962 in Stuttgart) ist eine deutsche Klassische Archäologin.

## Leben und Wirken
Agnes Schwarzmaier, Tochter des Archivars Hansmartin Schwarzmaier, studierte nach ihrem Abitur am humanistischen Bismarck-Gymnasium Karlsruhe von 1981 bis 1991 Klassische Archäologie, Alte Geschichte und Kunstgeschichte an der Universität Freiburg und der Universität Bonn. Die Promotion erfolgte 1991 bei Nikolaus Himmelmann in Bonn mit einer Arbeit zum Thema Griechische Klappspiegel. Untersuchungen zu Typologie und Stil. Danach erhielt sie 1991–1992 das Reisestipendiums des Deutschen Archäologischen Instituts und konnte den Mittelmeerraum bereisen.
Im Jahr 1993 wurde Schwarzmaier wissenschaftliche Mitarbeiterin am Institut für Klassische Archäologie der Freien Universität Berlin. Gefördert durch ein Habilitationsstipendium der Deutschen Forschungsgemeinschaft (DFG) arbeitete sie 1998 bis 2000 an ihrer Habilitationsschrift zum Thema Die tönernen Masken aus den Nekropolen von Lipari und ihre Bedeutung im Grabkontext. Die Habilitation erfolgte schließlich im Juni 2002. Anschließend vertrat sie bis 2003 Ortwin Dally als wissenschaftliche Mitarbeiterin an der Freien Universität Berlin. Von 2004 bis 2006 arbeitete sie an einem Forschungsprojekt zu Lipari, das von der DFG gefördert wurde. Von 2006 bis 2008 bearbeitete sie einen Band des Corpus Vasorum Antiquorum Deutschland zu Beständen der Antikensammlung Berlin. Seit 2008 ist Schwarzmaier Kustos an der Berliner Antikensammlung. Daneben lehrt sie als Privatdozentin an der Freien Universität Berlin.

## Schriften (Auswahl)
Monographien
- Griechische Klappspiegel. Untersuchungen zu Typologie und Stil (= Athenische Mitteilungen, Beiheft 18), Gebr. Mann, Berlin 1997, ISBN 3-7861-1948-1 [Dissertationsschrift].
- Die Masken aus der Nekropole von Lipari (= Palilia, Band 21). Reichert, Wiesbaden 2010, ISBN 978-3-89500-710-1 [Habilitationsschrift].
- mit Barbara Niemeyer: Silber aus zwei Jahrtausenden in der Berliner Antikensammlung. Schnell & Steiner, Regensburg 2021, ISBN 978-3-7954-3653-7.

Herausgeberschaften
- mit Renate Schlesier: Dionysos. Verwandlung und Ekstase. Schnell + Steiner, Regensburg 2008, ISBN 978-3-7954-2115-1.
- Der „Brutus“ vom Kapitol. Ein Porträt macht Weltgeschichte. Edition Minerva, München 2010, ISBN 978-3-938832-59-2 (zugleich Katalog der gleichnamigen Ausstellung im Alten Museum (Museumsinsel Berlin), 24. Februar bis 2. Mai 2010).
- mit Andreas Scholl: Pergamon. Meisterwerke der antiken Metropole und 360°-Panorama von Yadegar Asisi. Begleitbuch zur Ausstellung. Michael Imhof Verlag, Petersberg 2018, ISBN 978-3-7319-0793-0.
- mit Andreas Scholl: Griechische Rundskulpturen bis zum Hochhellenismus. (= Katalog der Skulpturen in der Antikensammlung der Staatlichen Museen zu Berlin, Band 2, Teil 1), Michael Imhof Verlag, Petersberg 2019, ISBN 978-3-7319-0769-5.
- mit Nina Zimmermann-Elseify und Frederik Grosser: Starke Typen. Griechische Porträts der Antike. Michael Imhof Verlag, Petersberg 2019, ISBN 978-3-7319-0845-6.
- mit Nina Zimmermann-Elseify: Klangbilder. Musik im antiken Griechenland. Staatliche Museen zu Berlin, Preußischer Kulturbesitz, Berlin 2021, ISBN 978-3-88609-854-5.
- mit Valentin Veldhues: Klasse und Masse. Die Welt griechischer Tonfiguren. Michael Imhof Verlag, Petersberg 2022, ISBN 978-3-7319-1261-3.